# Geyer von Giebelstadt
Geyer von Giebelstadt was een rijksridderlijke familie in Franken. Van 1693 tot 1729 maakte zij deel uit van de Frankische Kreits binnen het Heilige Roomse Rijk.
Op 14 mei 1685 werd Hendrik Wolfgang Geyer von Giebelstad tot rijksgraaf verheven. Uiteindelijk moest de Frankische Kreits hem in 1693 toelaten met een zetel en een stem in de Kreitsdag. Na zijn kinderloos overlijden in 1707 was Pruisen de erfgenaam. Dit stuitte op hevig verzet van de kreits, die beducht was voor de politiek van dat land. Koning Frederik Willem I van Pruisen gaf het gebied daarom als bruidsschat aan zijn dochter, die met de markgraaf van Ansbach trouwde. Daardoor werd het bezit met dat vorstendom verenigd.